# Passeport équatoguinéen
Le passeport équatoguinéen est un document de voyage international délivré aux ressortissants équatoguinéens, et qui peut aussi servir de preuve de la citoyenneté équatoguinéenne. 